# EXILE
EXILE（エグザイル）は、日本のダンス&ボーカルグループ。所属事務所はLDH JAPAN。レーベルはrhythm zone。

## 略歴

### 1999年 - 2001年：前身
- 1999年、HIRO、MATSU、USA、MAKIDAI、SASAでJ Soul Brothersを結成[3]。
- 2001年8月24日、渋谷のATOMで行われた『SASA FINAL LIVE & ATSUSHI, SHUN FIRST LIVE』でSASAが脱退、新ボーカルATSUSHI、SHUNが初披露[4]。数日後、放浪者を意味するEXILE[5]と改名して再始動。

### 2001年 - 2006年：第一章
- 2001年9月27日、シングル『Your eyes only 〜曖昧なぼくの輪郭〜』でデビュー[6]。
- 2002年10月17日、メンバーで資金を出し合い、エグザイルエンタテイメント有限会社（現LDH）を設立[7]。
- 2003年12月3日、3枚目のアルバム『EXILE ENTERTAINMENT』を発売。初のミリオンセールスを記録[8]。
- 2006年3月27日、SHUNがソロ活動専念のため、4枚目のアルバム『ASIA』およびライブDVD『EXILE LIVE TOUR 2005 〜PERFECT LIVE "ASIA"〜』の発売日である同月29日をもって脱退することを発表[9]。
- 2006年3月29日、SHUNが脱退。EXILE第一章完結[9]。
- 2006年4月21日、『ミュージックステーション』で一夜限りの再集結[10][11]。

### 2006年 - 2009年：第二章
- 2006年6月6日、メンバーに誘われたAKIRAの加入および新ボーカルを募集する「EXILE VOCAL BATTLE AUDITION」の開催を発表[12]。
- 2006年9月22日、日本武道館で行われた「EXILE VOCAL BATTLE AUDITION」の最終決戦で優勝したTAKAHIROが加入。EXILE第二章開幕[13]。
- 2008年11月29日 - 12月31日、初のドームツアー『EXILE LIVE TOUR "EXILE PERFECT LIVE 2008"』を開催[14]。
- 2008年12月11日、オリコン年間ランキングのアーティストトータルセールスで年間1位を獲得し、6枚目のアルバム『EXILE LOVE』が年間1位を獲得[15]。アルバムは集計期間内に計2作がミリオンセールスを記録[15]。
- 2009年3月、日本ゴールドディスク大賞にて2年連続で売上金額が最も多い「アーティスト・オブ・ザ・イヤー」を受賞[16]。

### 2009年 - 2013年：第三章
- 2009年3月1日、帝国ホテルで記者会見を行い、J Soul Brothers（二代目）の全メンバーKENCHI、KEIJI、TETSUYA、NESMITH、SHOKICHI、NAOTO、NAOKIの加入を発表[17]。EXILE第三章開幕[18]。
- 2009年11月12日、天皇陛下御即位二十年をお祝いする国民祭典で奉祝曲 組曲「太陽の国」を献納[19]。
- 2013年4月3日、41枚目のシングル『EXILE PRIDE 〜こんな世界を愛するため〜』の発売日、HIROが年内をもってパフォーマーを引退することを発表[20]。
- 2013年9月27日、『EXILE LIVE TOUR 2013 "EXILE PRIDE"』の最終日、新パフォーマーを募集する「EXILE PERFORMER BATTLE AUDITION」の開催を発表[21]。
- 2013年12月31日、『第64回NHK紅白歌合戦』でHIROがパフォーマーとしての活動を終了[22]。

### 2014年 - ：第四章
- 2014年4月27日、日本武道館で行われた「EXILE PERFORMER BATTLE AUDITION」の最終決戦で合格した岩田剛典、白濱亜嵐、関口メンディー、山本世界、佐藤大樹が加入。EXILE第四章開幕[23]。
- 2015年6月22日、松本、ÜSA、MAKIDAIが年内をもってパフォーマーを引退することを発表[24]。
- 2015年8月、28枚目のシングル表題曲「Ti Amo」が200万ダウンロードに認定。初のダブルミリオンを記録[25]。
- 2015年12月31日、『CDTVスペシャル! 年越しプレミアライブ 2015→2016』で上記3名がパフォーマーとしての活動を終了[26]。
- 2016年8月31日、ATSUSHIの海外留学に伴い、グループ活動は2018年に再開となることを発表[27]。
- 2020年11月2日、ATSUSHIがソロ活動専念を発表[28]。
- 2022年6月10日、黒木が芸能界引退のため、同年10月末をもって脱退することを発表[29]。
- 2022年10月31日、黒木が脱退[29]。
- 2022年12月21日、『EXILE LIVE TOUR 2022 "POWER OF WISH" 〜Christmas Special〜』の最終日、同年7月から限定復活としてツアーに参加していたATSUSHIのグループ活動復帰を発表[30]。
- 2024年6月25日、関口が脱退[31]。
- 2025年6月5日、岩田の脱退、白濱のグループ活動休止を発表[32]。

### 主な記録
- CD総売上枚数は2400万枚以上[33]。
- ミリオンセールスを記録したアルバムは通算6作[34]。
- 100万ダウンロードを記録しミリオン認定された曲は通算8曲[35][36][37][25][38][39]。
- オリコンによる集計で年間総売上金額が100億円を超えたのは2008年[15]、2009年[40]、2012年[41]。「オリコン年間ランキング」の年間1位獲得は通算9部門[42][43][44][45]。
- 第一興商「年間カラオケリクエストランキング」アーティスト別部門の年間1位獲得は通算6回[46][47]。2023年発表の「30年間カラオケランキング」歌手別部門は第3位[48]。
- ツアーの年間総動員数が100万人を超えたのは2010年[49]、2013年[21]、2022年[50]。

## メンバー
公式サイトに準拠
| 名前                                     | 担当                     | 備考                                                        | 備考 |
| ---------------------------------------- | ------------------------ | ----------------------------------------------------------- | ---- |
| EXILE HIRO （エグザイル ヒロ）           | パフォーマー             | - 1969年6月1日生まれ。 - 2013年12月31日パフォーマー引退。   |      |
| 松本利夫 （まつもと としお）             | パフォーマー             | - 1975年5月27日生まれ。 - 2015年12月31日パフォーマー引退。  |      |
| EXILE ÜSA （エグザイル ウサ）            | パフォーマー             | - 1977年2月2日生まれ。 - 2015年12月31日パフォーマー引退。   |      |
| EXILE MAKIDAI （エグザイル マキダイ）    | パフォーマー             | - 1975年10月27日生まれ。 - 2015年12月31日パフォーマー引退。 |      |
| EXILE ATSUSHI （エグザイル アツシ）      | ボーカル                 | - 1980年4月30日生まれ。 - 一時期ソロ活動に専念していた。    |      |
| EXILE AKIRA （エグザイル アキラ）        | パフォーマー             | - 1981年8月23日生まれ。 - 2006年6月6日加入。                |      |
| EXILE TAKAHIRO （エグザイル タカヒロ）   | ボーカル                 | - 1984年12月8日生まれ。 - VBAで優勝し、2006年9月22日加入。  |      |
| 橘ケンチ （たちばな ケンチ）             | パフォーマー             | - 1979年9月28日生まれ。 - 2009年3月1日加入。                |      |
| EXILE TETSUYA （エグザイル テツヤ）      | パフォーマー             | - 1981年2月18日生まれ。 - 2009年3月1日加入。                |      |
| EXILE NESMITH （エグザイル ネスミス）    | ボーカル 兼 パフォーマー | - 1983年8月1日生まれ。 - 2009年3月1日加入。                 |      |
| EXILE SHOKICHI （エグザイル ショウキチ） | ボーカル 兼 パフォーマー | - 1985年10月3日生まれ。 - 2009年3月1日加入。                |      |
| EXILE NAOTO （エグザイル ナオト）        | パフォーマー             | - 1983年8月30日生まれ。 - 2009年3月1日加入。                |      |
| 小林直己 （こばやし なおき）             | パフォーマー             | - 1984年11月10日生まれ。 - 2009年3月1日加入。               |      |
| 白濱亜嵐 （しらはま あらん）             | パフォーマー             | - 1993年8月4日生まれ。 - PBAで合格し、2014年4月27日加入。   |      |
| 世界 （せかい）                          | パフォーマー             | - 1991年2月21日生まれ。 - PBAで合格し、2014年4月27日加入。  |      |
| 佐藤大樹 （さとう たいき）               | パフォーマー             | - 1995年1月25日生まれ。 - PBAで合格し、2014年4月27日加入。  |      |

### 脱退したメンバー
| 名前                                   | 担当         | 在籍期間        | 備考                                               |
| -------------------------------------- | ------------ | --------------- | -------------------------------------------------- |
| SHUN （シュン）                        | ボーカル     | 2001年 - 2006年 | - 1980年1月11日生まれ。 - 個人活動専念のため脱退。 |
| 黒木啓司 （くろき けいじ）             | パフォーマー | 2009年 - 2022年 | - 1980年1月21日生まれ。 - 芸能界引退のため脱退。   |
| 関口メンディー （せきぐち メンディー） | パフォーマー | 2014年 - 2024年 | - 1991年1月25日生まれ。 - 個人活動専念のため脱退。 |
| 岩田剛典 （いわた たかのり）           | パフォーマー | 2014年 - 2025年 | - 1989年3月6日生まれ。 - 個人活動注力のため脱退。  |

## 作品
順位は、オリコン週間ランキングの最高位

### シングル
|    | 発売日         | タイトル                                            | 順位 |
| -- | -------------- | --------------------------------------------------- | ---- |
| 1  | 2001年9月27日  | Your eyes only 〜曖昧なぼくの輪郭〜                 | 4位  |
| 2  | 2001年12月12日 | Style                                               | 11位 |
| 3  | 2002年2月20日  | Fly Away                                            | 18位 |
| 4  | 2002年4月17日  | song for you                                        | 6位  |
| 5  | 2002年8月7日   | Cross 〜never say die〜                             | 13位 |
| 6  | 2002年11月13日 | EX-STYLE 〜Kiss you〜                               | 6位  |
| 7  | 2003年2月5日   | We Will 〜あの場所で〜                              | 16位 |
| 8  | 2003年5月28日  | Breezin' 〜Together〜                               | 2位  |
| 9  | 2003年7月9日   | LET ME LUV U DOWN                                   | 3位  |
| 10 | 2003年11月6日  | Choo Choo TRAIN                                     | 2位  |
| 11 | 2003年11月12日 | Eternal...                                          | 7位  |
| 12 | 2003年11月19日 | ki・zu・na                                          | 5位  |
| 13 | 2003年11月27日 | O'ver                                               | 7位  |
| 14 | 2004年05月12日 | Carry On/運命のヒト                                 | 2位  |
| 15 | 2004年6月30日  | real world                                          | 1位  |
| 16 | 2004年8月18日  | HEART of GOLD                                       | 4位  |
| 17 | 2004年12月1日  | HERO                                                | 2位  |
| 18 | 2005年8月24日  | EXIT                                                | 2位  |
| 19 | 2005年12月14日 | ただ…逢いたくて                                     | 1位  |
| 20 | 2006年3月1日   | YES!                                                | 1位  |
| 21 | 2006年12月6日  | Everything                                          | 2位  |
| 22 | 2007年1月17日  | Lovers Again                                        | 2位  |
| 23 | 2007年2月14日  | 道                                                  | 1位  |
| 24 | 2007年5月16日  | SUMMER TIME LOVE                                    | 3位  |
| 25 | 2007年8月29日  | 時の描片 〜トキノカケラ〜/24karats -type EX-        | 2位  |
| 26 | 2007年11月21日 | I Believe                                           | 3位  |
| 27 | 2008年2月27日  | Pure/You're my sunshine                             | 2位  |
| 28 | 2008年9月24日  | The Birthday 〜Ti Amo〜                             | 1位  |
| 29 | 2008年11月26日 | LAST CHRISTMAS                                      | 1位  |
| 30 | 2009年4月15日  | THE MONSTER 〜Someday〜                             | 1位  |
| 31 | 2009年7月22日  | THE HURRICANE 〜FIREWORKS〜                         | 1位  |
| 32 | 2009年11月11日 | THE GENERATION 〜ふたつの唇〜                       | 2位  |
| 33 | 2010年6月9日   | FANTASY                                             | 1位  |
| 34 | 2010年9月15日  | もっと強く                                          | 1位  |
| 35 | 2010年10月6日  | I Wish For You                                      | 2位  |
| 36 | 2011年2月9日   | Each Other's Way 〜旅の途中〜                       | 1位  |
| 37 | 2011年9月14日  | Rising Sun/いつかきっと…                            | 1位  |
| 38 | 2011年11月23日 | あなたへ/Ooo Baby                                   | 2位  |
| 39 | 2012年6月20日  | ALL NIGHT LONG                                      | 1位  |
| 40 | 2012年7月25日  | BOW & ARROWS                                        | 2位  |
| 41 | 2013年4月3日   | EXILE PRIDE 〜こんな世界を愛するため〜              | 1位  |
| 42 | 2013年6月19日  | Flower Song                                         | 2位  |
| 43 | 2013年9月25日  | No Limit                                            | 2位  |
| 44 | 2014年7月23日  | NEW HORIZON                                         | 1位  |
| 45 | 2015年3月4日   | 情熱の花                                            | 2位  |
| 46 | 2015年8月19日  | 24karats GOLD SOUL                                  | 3位  |
| 47 | 2015年12月9日  | Ki・mi・ni・mu・chu                                 | 2位  |
| 48 | 2016年8月17日  | Joy-ride 〜歓喜のドライブ〜                         | 2位  |
| 49 | 2020年1月1日   | 愛のために 〜for love, for a child〜/瞬間エターナル | 2位  |
| 50 | 2020年12月16日 | SUNSHINE                                            | 3位  |
| 51 | 2021年4月27日  | PARADOX                                             | 7位  |

### 配信シングル
| 配信日        | タイトル                         |
| ------------- | -------------------------------- |
| 2009年2月17日 | THE NEXT DOOR                    |
| 2010年6月16日 | One Wish                         |
| 2018年2月2日  | PARTY ALL NIGHT 〜STAR OF WISH〜 |
| 2018年3月2日  | Melody                           |
| 2018年4月6日  | My Star                          |
| 2018年5月4日  | Turn Back Time feat. FANTASTICS  |
| 2018年6月1日  | Awakening                        |
| 2018年7月6日  | STEP UP                          |
| 2019年1月3日  | Love of History                  |
| 2021年5月27日 | One Nation                       |
| 2021年7月1日  | HAVANA LOVE                      |
| 2022年5月27日 | BE THE ONE                       |
| 2022年7月1日  | POWER OF WISH                    |
| 2023年4月26日 | Reason                           |

### アルバム
|    | 発売日         | タイトル                   | 順位 |
| -- | -------------- | -------------------------- | ---- |
| 1  | 2002年3月6日   | our style                  | 5位  |
| 2  | 2003年2月13日  | Styles Of Beyond           | 1位  |
| 3  | 2003年12月3日  | EXILE ENTERTAINMENT        | 1位  |
| 4  | 2006年3月29日  | ASIA                       | 1位  |
| 5  | 2007年3月7日   | EXILE EVOLUTION            | 1位  |
| 6  | 2007年12月12日 | EXILE LOVE                 | 1位  |
| 7  | 2009年12月2日  | 愛すべき未来へ             | 1位  |
| 8  | 2011年3月9日   | 願いの塔                   | 1位  |
| 9  | 2012年1月1日   | EXILE JAPAN/Solo           | 1位  |
| 10 | 2015年3月25日  | 19 -Road to AMAZING WORLD- | 1位  |
| 11 | 2018年7月25日  | STAR OF WISH               | 1位  |
| 12 | 2022年1月1日   | PHOENIX                    | 6位  |
| 13 | 2022年12月7日  | POWER OF WISH              | 3位  |

### ベストアルバム
| 発売日        | タイトル                                | 順位 |
| ------------- | --------------------------------------- | ---- |
| 2005年1月1日  | PERFECT BEST                            | 1位  |
| 2008年3月26日 | EXILE CATCHY BEST                       | 1位  |
| 2008年7月23日 | EXILE ENTERTAINMENT BEST                | 1位  |
| 2008年12月3日 | EXILE BALLAD BEST                       | 1位  |
| 2012年12月5日 | EXILE BEST HITS -LOVE SIDE / SOUL SIDE- | 1位  |
| 2016年9月27日 | EXTREME BEST                            | 2位  |

### 配信ライブ音源
| 配信日         | タイトル                                                                   |
| -------------- | -------------------------------------------------------------------------- |
| 2023年11月29日 | EXILE LIVE TOUR 2022 "POWER OF WISH" 〜Christmas Special〜(Live Selection) |

### その他のアルバム
| 発売日        | タイトル                                                                           | 順位 |
| ------------- | ---------------------------------------------------------------------------------- | ---- |
| 2003年9月10日 | The other side of EX Vol.1                                                         | 5位  |
| 2004年3月31日 | 祝ミリオン・初回アルバム3枚組 BOX SET 〜Appreciation to the million breakthrough〜 | 55位 |
| 2004年9月29日 | HEART of GOLD 〜STREET FUTURE OPERA BEAT POPS〜                                    | 1位  |
| 2009年3月25日 | EXILE PERFECT YEAR 2008 ULTIMATE BEST BOX                                          | 27位 |

### 参加作品
| 発売日         | 曲名                                          | 収録作品                                       |
| -------------- | --------------------------------------------- | ---------------------------------------------- |
| 2003年9月25日  | Be Mine                                       | V.A.『99% Radio Show』                         |
| 2003年9月25日  | Believe                                       | V.A.『99% Radio Show』                         |
| 2004年1月28日  | Self Belief                                   | DJ YUTAKA『EPISODE I』                         |
| 2005年7月20日  | SCREAM                                        | GLAY×EXILE『SCREAM』                           |
| 2006年11月22日 | WON'T BE LONG                                 | EXILE & 倖田來未『WON'T BE LONG』              |
| 2007年8月29日  | 24karats -type S-                             | Sowelu『24karats -type S-』                    |
| 2007年8月29日  | 24karats -type D.I-                           | DOBERMAN INC『THE BEST 〜 TIME 4 SOME ACTION』 |
| 2009年9月16日  | FIREWORKS type D.I                            | DOBERMAN INC『GENERATION/FIREWORKS type D.I』  |
| 2010年5月19日  | 太陽の花                                      | 奉祝曲 組曲「太陽の国」                        |
| 2012年9月5日   | 24karats TRIBE OF GOLD                        | EXILE TRIBE『24karats TRIBE OF GOLD』          |
| 2014年8月20日  | THE REVOLUTION                                | EXILE TRIBE『THE REVOLUTION』                  |
| 2014年8月27日  | 24WORLD                                       | EXILE TRIBE『EXILE TRIBE REVOLUTION』          |
| 2016年6月15日  | HIGHER GROUND feat. Dimitri Vegas & Like Mike | V.A.『HiGH&LOW ORIGINAL BEST ALBUM』           |
| 2021年1月1日   | RED PHOENIX                                   | EXILE TRIBE『RISING SUN TO THE WORLD』         |

### 映像作品
| 発売日         | タイトル                                                   | 順位 |
| -------------- | ---------------------------------------------------------- | ---- |
| 2002年3月20日  | EXPV 1                                                     | 41位 |
| 2003年3月5日   | EXPV 2                                                     | 19位 |
| 2004年3月31日  | EXPV 3                                                     | 3位  |
| 2004年9月29日  | EXILE LIVE TOUR 2004 "EXILE ENTERTAINMENT"                 | 4位  |
| 2006年3月29日  | EXILE LIVE TOUR 2005 〜PERFECT LIVE "ASIA"〜               | 1位  |
| 2007年10月17日 | EXILE LIVE TOUR 2007 EXILE EVOLUTION                       | 3位  |
| 2009年3月18日  | EXILE LIVE TOUR "EXILE PERFECT LIVE 2008"                  | 1位  |
| 2009年10月28日 | EXILE LIVE TOUR 2009 "THE MONSTER"                         | 2位  |
| 2010年12月1日  | EXILE LIVE TOUR 2010 FANTASY                               | 1位  |
| 2012年3月14日  | EXILE LIVE TOUR 2011 TOWER OF WISH 〜願いの塔〜            | 1位  |
| 2013年10月16日 | EXILE LIVE TOUR 2013 "EXILE PRIDE"                         | 1位  |
| 2014年3月31日  | EXILE LIVE TOUR 2013 "EXILE PRIDE" 9.27 FINAL              | 1位  |
| 2016年4月13日  | EXILE LIVE TOUR 2015 "AMAZING WORLD"                       | 1位  |
| 2019年7月31日  | EXILE LIVE TOUR 2018-2019 "STAR OF WISH"                   | 1位  |
| 2022年8月31日  | EXILE 20th ANNIVERSARY EXILE LIVE TOUR 2021 "RED PHOENIX"  | 1位  |
| 2023年11月29日 | EXILE LIVE TOUR 2022 "POWER OF WISH" 〜Christmas Special〜 | 1位  |

### その他
| 発売日        | タイトル                                 |
| ------------- | ---------------------------------------- |
| 2021年9月27日 | EXILE 20周年メモリアルMUSIC & MOVIE CARD |

## タイアップ
| 曲名                                                           | タイアップ                                                                       |
| -------------------------------------------------------------- | -------------------------------------------------------------------------------- |
| Your eyes only                                                 | フジテレビ系ドラマ『できちゃった結婚』挿入歌                                     |
| Style                                                          | テレビ東京系『ASAYAN』2001年11月 - 12月度エンディングテーマ                      |
| Fly Away                                                       | テレビ東京系『ASAYAN』2002年2月度エンディングテーマ                              |
| song for you                                                   | カネボウ「REVUE」CMソング                                                        |
| Cross 〜never say die〜                                        | 日本テレビ系ドラマ『東京庭付き一戸建て』挿入歌                                   |
| Kiss You                                                       | ニベアボディ「スキンミルク」CMソング                                             |
| We Will 〜あの場所で〜                                         | テレビ東京系『WINNERS』エンディングテーマ                                        |
| ESCAPE                                                         | ホーユー「Men's Beauteen 02サマー」CMソング                                      |
| wishes                                                         | 山崎製パン「新食感宣言」CMソング                                                 |
| Together                                                       | TBS系ドラマ『ホットマン』主題歌                                                  |
| Time                                                           | CASIO「au A5401CA」CMソング                                                      |
| BLUE 〜云えずにいる〜                                          | ニベアボディ「薬用ホワイトニングストレッチアップ」CMソング                       |
| 砂時計                                                         | 日本テレビ系『スポーツうるぐす』エンディングテーマ                               |
| LET ME LUV U DOWN                                              | テレビ東京系『JAPAN COUNTDOWN』2003年7月度オープニングテーマ                     |
| Believe                                                        | エステティックTBC「JUST BEAUTY」キャンペーンソング                               |
| Choo Choo TRAIN                                                | テレビ朝日系『内村プロデュース』2003年10月 - 12月度エンディングテーマ            |
| Choo Choo TRAIN                                                | ソフトバンク「スポナビライブ」CMソング                                           |
| Choo Choo TRAIN                                                | Amazon「Amazon Echo」CMソング                                                    |
| Eternal...                                                     | ニベアボディ「スキンミルク」CMソング                                             |
| ki・zu・na                                                     | 読売テレビ・日本テレビ系『ダウンタウンDX』エンディングテーマ                     |
| O'ver                                                          | 日本テレビ系『AX MUSIC-TV』MUSIC BANK                                            |
| O'ver                                                          | 日本テレビ系『汐留スタイル!』Stylish Play                                        |
| New Jack Swing                                                 | ダイナシティ「Scala Mansion Series」CMソング                                     |
| Carry On                                                       | 大塚製薬「アミノバリュー」CMソング                                               |
| 運命のヒト                                                     | テレビ朝日系『奇跡の扉 TVのチカラ』2004年4月 - 6月度テーマソング                 |
| 運命のヒト                                                     | ダイナシティ「Scala Mansion Series」CMソング                                     |
| real world                                                     | 日本テレビ系『一球の緊張感 THE LIVE 2004』イメージソング                         |
| HEART of GOLD                                                  | ミュージカル『HEART of GOLD』テーマソング                                        |
| Emotional Beat                                                 | シルク・ドゥ・ソレイユ『アレグリア 2』CMソング                                   |
| イノチの理由                                                   | ニベアボディ「スキンミルク」CMソング                                             |
| HERO                                                           | TBS系ドラマ『ホットマン2』主題歌                                                 |
| STAY                                                           | ダイナシティ「DYNACITY Mansion Series」CMソング                                  |
| SCREAM                                                         | TBS開局50周年記念番組『DOORS』テーマソング                                       |
| EXIT                                                           | 日本テレビ系ドラマ『女王の教室』主題歌                                           |
| DIAMOND                                                        | ニベアボディ「薬用ホワイトニングストレッチアップ」CMソング                       |
| DIAMOND                                                        | ニベアボディ「タイムディフェンスボディミルク」CMソング                           |
| ただ…逢いたくて                                                | KDDI「au×EXILE」キャンペーンソング                                               |
| YES!                                                           | 日本テレビ系『2月怒涛のサッカー中継』イメージソング                              |
| YES!                                                           | 日本テレビ系『音楽戦士 MUSIC FIGHTER』2006年3月度オープニングテーマ              |
| YES!                                                           | ニベアボディ「薬用ホワイトニングストレッチアップ・薬用ホワイトニングUV」CMソング |
| Eastern Boyz 'N Eastern Girlz                                  | エムティーアイ「music.jp」CMソング                                               |
| careless breath                                                | 読売テレビ・日本テレビ系アニメ『ブラック・ジャック』エンディングテーマ           |
| careless breath                                                | 読売テレビ・日本テレビ系アニメ『ブラック・ジャック21』エンディングテーマ         |
| 永遠                                                           | NHK 土曜ドラマ『マチベン』エンディングテーマ                                     |
| WON'T BE LONG                                                  | dwango CMソング                                                                  |
| WON'T BE LONG                                                  | mu-mo CMソング                                                                   |
| WON'T BE LONG                                                  | エムティーアイ「music.jp」CMソング                                               |
| WON'T BE LONG                                                  | 全国カラオケ事業者協会 デュエット推薦ソング                                      |
| Everything                                                     | 朝日放送・テレビ朝日系ドラマ『家族〜妻の不在・夫の存在〜』主題歌                 |
| Everything                                                     | 富士通「FMV」CMソング                                                            |
| Giver                                                          | テレビ朝日系『アドレな!ガレッジ』2006年10月 - 12月度エンディングテーマ           |
| HOLY NIGHT                                                     | エムティーアイ「music.jp」TVCFソング                                             |
| EVOLUTION                                                      | 日本テレビ系ドラマ『プリズン・ブレイク』テーマソング                             |
| Lovers Again                                                   | KDDI「au×EXILE 〜第二章〜」キャンペーンソング                                    |
| Lovers Again                                                   | 富士通「ARROWS Tab Wi-Fi」CMソング                                               |
| Change My Mind                                                 | エムティーアイ「music.jp」TVCFソング                                             |
| 道                                                             | エムティーアイ「music.jp」TVCFソング                                             |
| 道                                                             | 日本テレビ系『音楽戦士 MUSIC FIGHTER』2007年2月度オープニングテーマ              |
| 道                                                             | 全国カラオケ事業者協会 卒業シーズン推薦ソング                                    |
| 道                                                             | フジテレビ系ドラマ『卒うた 第2夜 道』主題歌                                      |
| Yell                                                           | 雇用促進事業会「あつまるくんの求人案内」CMソング                                 |
| No Other Man feat. NaNa                                        | ラ・パルレ CMソング                                                              |
| SUMMER TIME LOVE                                               | 山崎製パン「ランチパック」CMソング                                               |
| SUMMER TIME LOVE                                               | 日本テレビ系『スッキリ!!』2007年5月度エンディングテーマ                          |
| SUMMER TIME LOVE                                               | 日本テレビ系『GOOD LOOKIN′CLUB』2007年5月度エンディングテーマ                    |
| SUMMER TIME LOVE                                               | 日本テレビ系『音楽戦士 MUSIC FIGHTER』2007年5月度POWER PLAY                      |
| SUMMER TIME LOVE                                               | エムティーアイ「music.jp」CMソング                                               |
| 響 〜HIBIKI〜                                                  | 映画『きみに届く声』主題歌                                                       |
| 時の描片 〜トキノカケラ〜                                      | フジテレビ系ドラマ『山おんな壁おんな』主題歌                                     |
| 時の描片 〜トキノカケラ〜                                      | エムティーアイ「music.jp」CMソング                                               |
| 時の描片 〜トキノカケラ〜                                      | Samantha Thavasa「Samantha Tiara ジュエリー」CMソング                            |
| 時の描片 〜トキノカケラ〜                                      | Samantha Thavasa「Samanthe Tiara 2013 クリスマス ジュエリー」CMソング            |
| 24karats -type EX-                                             | 「Gold 24karats Diggers」ブランドイメージソング                                  |
| 24karats -type S-                                              | 日本テレビ系『音楽戦士 MUSIC FIGHTER』2007年9月度オープニングテーマ              |
| I Believe                                                      | エムティーアイ「music.jp」CMソング                                               |
| I Believe                                                      | 日本テレビ系『音楽戦士 MUSIC FIGHTER』2007年11月度POWER PLAY                     |
| I Believe                                                      | お台場合衆国 presents キラキラ WINTER LAND イメージソング                        |
| 君がいるから                                                   | 東日本旅客鉄道「TYO」CMソング                                                    |
| 君がいるから                                                   | 日本テレビ系『The・サンデー』2007年12月 - 2008年1月度エンディングテーマ          |
| Beautiful                                                      | エースコック「スーパーカップ1.5倍」CMソング                                      |
| 空から落ちてくるJAZZ                                           | 日本テレビ系『NNN Newsリアルタイム』2007年12月 - 2008年1月度テーマソング         |
| love                                                           | 日本テレビ系『ラジかるッ』2007年12月度エンディングテーマ                         |
| 変わらないモノ                                                 | DAIHATSU「タントカスタム」CMソング                                               |
| 変わらないモノ                                                 | 日本テレビ系『音楽戦士 MUSIC FIGHTER』2007年12月度POWER PLAY                     |
| What Is Love                                                   | 日本テレビ系『オトナの資格』2008年1月度エンディングテーマ                        |
| Make Love                                                      | 日本テレビ系『月曜映画』2008年1月 - 2月度オープニングテーマ                      |
| sayonara                                                       | 日本テレビ系『音楽戦士 MUSIC FIGHTER』2008年1月度POWER PLAY                      |
| One love                                                       | フジテレビ系『LIFE IS BEAUTIFUL 〜小さないのちの詩〜』テーマソング               |
| Touch The Sky feat. Bach Logic                                 | Schick CMソング                                                                  |
| Pure                                                           | au「LISMO」CMソング                                                              |
| Pure                                                           | au「W54S」CMソング                                                               |
| You're my sunshine                                             | 映画『チーム・バチスタの栄光』主題歌                                             |
| You're my sunshine                                             | エムティーアイ「music.jp」CMソング                                               |
| 銀河鉄道999 feat. VERBAL (m-flo)                               | キリンビール「麒麟 ZERO」CMソング                                                |
| 銀河鉄道999 feat. VERBAL (m-flo)                               | 東武鉄道「東武特急スペーシア スカイツリーエクスプレスでGO!」CMソング             |
| real world（NEW Ver.）                                         | 日本テレビ系『2008MLB開幕シリーズ』イメージソング                                |
| Fly Away（NEW Ver.）                                           | テレビ東京系『北京オリンピック』テーマソング                                     |
| SUPER SHINE                                                    | ユニリーバ「ラックス スーパーリッチシャイン」CMソング                            |
| SUPER SHINE                                                    | テレビ朝日系『アドレな!ガレッジ』2008年7月 - 9月度エンディングテーマ             |
| MY FANTASY                                                     | 朝日放送・テレビ朝日系ドラマ『ロト6で3億2千万円当てた男』主題歌                  |
| My Buddy                                                       | TBS系『SUPER SOCCER Plus』テーマソング                                           |
| So Special -Version EX-                                        | 日本テレビ系『音楽戦士 MUSIC FIGHTER』2008年7月 - 9月度POWER PLAY                |
| Ti Amo                                                         | 明治製菓「Meltykiss」CMソング                                                    |
| Ti Amo                                                         | エムティーアイ「music.jp」CMソング                                               |
| LAST CHRISTMAS                                                 | 明治製菓「クリスマス手作りチョコレート」CMソング                                 |
| ただ…逢いたくて（NEW Ver.）                                    | 明治製菓「Fran Whipps」CMソング                                                  |
| 僕へ                                                           | ファイザー CMソング                                                              |
| 僕へ                                                           | 映画『ジェネラル・ルージュの凱旋』主題歌                                         |
| THE NEXT DOOR                                                  | カプコン『ストリートファイターIV』テーマソング                                   |
| THE NEXT DOOR                                                  | 映画『ストリートファイター ザ・レジェンド・オブ・チュンリー』主題歌              |
| Someday                                                        | TOYOTA「WISH」CMソング                                                           |
| Someday                                                        | 日本テレビ系『EXILE GENERATION』オープニングテーマ                               |
| 愛すべき未来へ                                                 | 地球ゴージャスプロデュース公演 Vol.10『星の大地に降る涙』主題歌                  |
| 愛すべき未来へ                                                 | 地球ゴージャス二十五周年祝祭公演『星の大地に降る涙 THE MUSICAL』主題歌           |
| GENERATION                                                     | 日本テレビ系『EXILE GENERATION』エンディングテーマ                               |
| FIREWORKS                                                      | スカパー!「EXILE TV」CMソング                                                    |
| 優しい光                                                       | 明治製菓「Fran Whipps」CMソング                                                  |
| ふたつの唇                                                     | フジテレビ系ドラマ『東京DOGS』主題歌                                             |
| ふたつの唇                                                     | ソニー・エリクソン・モバイルコミュニケーションズ「BRAVIA Phone U1」CMソング      |
| SHOOTING STAR                                                  | 日本テレビ系『グラチャンバレー2009』イメージソング                               |
| SHOOTING STAR                                                  | TOKYO FM系『EXILE EX-PRESS』エンディングテーマ                                   |
| Someday -House Mix-                                            | 日本テレビ系『EXILE GENERATION』エンディングテーマ                               |
| ROCK THE BEAT                                                  | フジテレビ系ドラマ『東京DOGS』挿入曲                                             |
| Your Smile                                                     | TBS系「ニューイヤー駅伝2010」テーマソング                                        |
| If 〜I know〜                                                  | 明治製菓「Fran オリジナル」CMソング                                              |
| A leaf 〜螺旋状のサヨナラ〜                                    | 日本テレビ系『NNN Newsリアルタイム』2009年12月 - 2010年1月度テーマソング         |
| Heavenly White                                                 | フジテレビ系ドラマ『東京DOGS』挿入歌                                             |
| Angel                                                          | TBS系『ひるおび!』2009年12月度エンディングテーマ                                 |
| 夢見るようなクリスマス                                         | ららぽーと Xmas2009 CMソング                                                     |
| I Believe（New Ver.）                                          | 東武鉄道「リライズガーデン西新井」CMソング                                       |
| VICTORY                                                        | 財団法人日本サッカー協会(JFA)公認 日本代表応援ソング                             |
| VICTORY                                                        | アパマンショップ CMソング                                                        |
| 願い                                                           | 劇団EXILE第4回本公演『DANCE EARTH 〜願い〜』テーマソング                         |
| My Station                                                     | キリンビバレッジ「キリンレモン」CMソング                                         |
| 掌の砂                                                         | TOYOTA「WISH」CMソング                                                           |
| 24karats STAY GOLD                                             | キリンビバレッジ「キリンメッツ ワイルドチャージ」CMソング                        |
| もっと強く                                                     | 映画『THE LAST MESSAGE 海猿』主題歌                                              |
| I Wish For You                                                 | TBS系『2010 世界バレー』テーマソング                                             |
| I Wish For You                                                 | TOYOTA「WISH」CMソング                                                           |
| I Wish For You                                                 | TBS系ドラマ『明日もまた生きていこう』エンディングテーマ                          |
| Each Other's Way 〜旅の途中〜                                  | CHINTAI CMソング                                                                 |
| Miracle                                                        | キリンビバレッジ「大人のキリンレモン」CMソング                                   |
| Rising sun                                                     | 読売テレビ・日本テレビ系『鳥人間コンテスト』イメージソング                       |
| Rising sun                                                     | EXILE Rising Sun Project テーマソング                                            |
| Rising sun                                                     | NTTコミュニケーションズ「050 plus」CMソング                                      |
| あなたへ                                                       | 富士通「ARROWS Kiss」CMソング                                                    |
| This Is My Life                                                | 富士通「ARROWS」ブランドイメージソング                                           |
| Beautiful Life                                                 | テレビ朝日系ドラマ『俺の空 刑事編』主題歌                                        |
| NEVER LOSE                                                     | GREE「聖戦ケルベロス」CMソング                                                   |
| PLACE                                                          | 明治「Dorea」CMソング                                                            |
| ALL NIGHT LONG                                                 | GREE「聖戦ケルベロス」CMソング                                                   |
| あの空の星のように…                                            | 富士通「FMV」CMソング                                                            |
| BOW & ARROWS                                                   | 富士通「ARROWS」ブランドイメージソング                                           |
| Flower Song                                                    | 日本テレビ系ドラマ『35歳の高校生』主題歌                                         |
| EXILE PRIDE 〜こんな世界を愛するため〜                         | 久光製薬「エアーサロンパス」CMソング                                             |
| EXILE PRIDE 〜こんな世界を愛するため〜                         | TOYOTA「TOYOTA HYBRID DRIVE TO 2020」CMソング                                    |
| EXILE PRIDE 〜こんな世界を愛するため〜                         | 富士通「ARROWS」CMソング                                                         |
| No Limit                                                       | 日本コカ・コーラ「コカ・コーラ ゼロ」CMソング                                    |
| Craving In My Soul                                             | 日本コカ・コーラ「コカ・コーラ ゼロ」CMソング                                    |
| NEW HORIZON                                                    | フジテレビ開局55周年記念「お台場新大陸2014」テーマソング                         |
| NEW HORIZON                                                    | ABC-MART「adidas CLIMACOOL」CMソング                                             |
| 情熱の花                                                       | 日本テレビ系『スッキリ!!』2015年3月度エンディングテーマ                          |
| DANCE INTO FANTASY                                             | テレビ朝日系『お願い!ランキング』2015年3月度エンディングテーマソング             |
| 24karats GOLD SOUL                                             | 日本テレビ系『スッキリ!!』2015年8月度エンディングテーマ                          |
| 24karats GOLD SOUL                                             | 日本テレビ系『ラグビーワールドカップ2015』イメージソング                         |
| 24karats GOLD SOUL                                             | 洋服の青山「AOYAMA PRESTIGE TECHNOLOGY」CMソング                                 |
| 24karats GOLD SOUL                                             | アパマンショップ CMソング                                                        |
| Ki・mi・ni・mu・chu                                            | サントリー「ザ・モルツ」CMソング                                                 |
| Joy-ride 〜歓喜のドライブ〜                                    | フジテレビ系『リオデジャネイロオリンピック』中継テーマソング                     |
| PARTY ALL NIGHT 〜STAR OF WISH〜                               | 洋服の青山「AOYAMA PRESTIGE TECHNOLOGY」CMソング                                 |
| PARTY ALL NIGHT 〜STAR OF WISH〜                               | ローソン「EXILEスピードくじキャンペーン」CMソング                                |
| Melody                                                         | Samantha Vega タイアップソング                                                   |
| Melody                                                         | AMAZING COFFEE × LAWSON「MACHI café」Web動画                                     |
| Heads or Tails                                                 | 日清「カップヌードル」CMソング                                                   |
| Heads or Tails                                                 | 日清「カレーメシ」CMソング                                                       |
| My Star                                                        | 映画『オンリー・ザ・ブレイブ』日本版テーマソング                                 |
| Awakening                                                      | 2018 TBSサッカー中継テーマソング                                                 |
| 愛のために 〜for love, for a child〜                           | 東建コーポレーション「ホームメイト」CMソング                                     |
| 愛のために 〜for love, for a child〜                           | 日本テレビ系『スッキリ』2020年1月度エンディングテーマ                            |
| 愛のために 〜for love, for a child〜                           | 第一生命グループ CMソング                                                        |
| 愛のために 〜for love, for a child〜                           | 九州朝日放送『ドォーモ』2020年1月度エンディングテーマ                            |
| SUNSHINE                                                       | 田原香「滴鶏精」CMソング                                                         |
| RED PHOENIX                                                    | 日本テレビ系『スッキリ』2020年12月度エンディングテーマ                           |
| PARADOX                                                        | Sky株式会社 CMソング                                                             |
| PARADOX                                                        | テレビ朝日系『お願い!ランキング』2021年4月度エンディングテーマソング             |
| YELLOW HAPPINESS                                               | 宝酒造「極上レモンサワー」CMソング                                               |
| YELLOW HAPPINESS                                               | 宝酒造「レモンサワーで日本を元気に!」プロジェクト テーマソング                   |
| One Nation                                                     | コーエーテクモゲームス『戦国無双5』テーマソング                                  |
| HAVANA LOVE                                                    | Sansan KBCオーガスタゴルフトーナメント2021 大会イメージソング                    |
| DOWN TOWN TOKYO                                                | ポロ ラルフ ローレン「Tokyo Stadium」ブランデッドムービー                        |
| VIRTUAL LOVE                                                   | アカツキ『EXtreme LIVES』CMソング                                                |
| BE THE ONE                                                     | 長崎文化放送『スポ魂★ながさき』2022年6月度エンディング                           |
| BE THE ONE                                                     | Sansan KBCオーガスタゴルフトーナメント2022 大会イメージソング                    |
| BE THE ONE                                                     | Sansan KBCオーガスタゴルフトーナメント2023 大会イメージソング                    |
| BE THE ONE                                                     | Sansan KBCオーガスタゴルフトーナメント2024 大会イメージソング                    |
| BE THE ONE                                                     | Sansan KBCオーガスタゴルフトーナメント2025 大会イメージソング                    |
| POWER OF WISH                                                  | 第一興商 CMソング                                                                |
| POWER OF WISH (One step ahead Version feat. DOBERMAN INFINITY) | 東京マラソン2023 公式イメージソング                                              |
| Reason                                                         | G7広島サミット応援ソング                                                         |

## 受賞・年間ランキング首位
| 年   | 賞                                                    | 部門                                                                | 作品                                            |
| ---- | ----------------------------------------------------- | ------------------------------------------------------------------- | ----------------------------------------------- |
| 2001 | 第34回日本有線大賞                                    | 有線音楽賞                                                          | Your eyes only 〜曖昧なぼくの輪郭〜             |
| 2003 | 第36回日本有線大賞                                    | 有線音楽優秀賞（ポップス）                                          | Choo Choo TRAIN                                 |
| 2003 | 第45回日本レコード大賞                                | 金賞                                                                | Together                                        |
| 2003 | TOKIO HOT 100 AWARD                                   | ベストグループ                                                      |                                                 |
| 2003 | 第18回日本ゴールドディスク大賞                        | ロック&ポップ・アルバム・オブ・ザ・イヤー                           | EXILE ENTERTAINMENT                             |
| 2004 | 第37回ベストヒット歌謡祭                              | ポップス部門グランプリ                                              |                                                 |
| 2004 | 第37回日本有線大賞                                    | 最多リクエスト歌手賞                                                |                                                 |
| 2004 | 第37回日本有線大賞                                    | 有線音楽優秀賞                                                      | HEART of GOLD                                   |
| 2004 | 第46回日本レコード大賞                                | 金賞                                                                | Carry On                                        |
| 2004 | 第19回日本ゴールドディスク大賞                        | ロック&ポップ・アルバム・オブ・ザ・イヤー                           | HEART of GOLD 〜STREET FUTURE OPERA BEAT POPS〜 |
| 2005 | 第38回ベストヒット歌謡祭                              | ポップス部門グランプリ                                              |                                                 |
| 2005 | 第20回日本ゴールドディスク大賞                        | ロック&ポップ・アルバム・オブ・ザ・イヤー                           | SINGLE BEST                                     |
| 2005 | 第20回日本ゴールドディスク大賞                        | ロック&ポップ・アルバム・オブ・ザ・イヤー                           | PERFECT BEST                                    |
| 2005 | 第20回日本ゴールドディスク大賞                        | ソング・オブ・ザ・イヤー                                            | ただ…逢いたくて                                 |
| 2005 | 第20回日本ゴールドディスク大賞                        | ソング・オブ・ザ・イヤー                                            | SCREAM                                          |
| 2006 | 第48回日本レコード大賞                                | 特別賞                                                              | WON'T BE LONG                                   |
| 2006 | TOKIO HOT 100 AWARD                                   | ベストグループ                                                      |                                                 |
| 2006 | 第21回日本ゴールドディスク大賞                        | ザ・ベスト10アルバム                                                | ASIA                                            |
| 2007 | MTV Video Music Awards Japan                          | 最優秀グループビデオ賞                                              | Lovers Again                                    |
| 2007 | MTV STUDENT VOICE AWARDS 2007                         | 最優秀“STUDENT VOICE”ダンスアーティスト賞                           |                                                 |
| 2007 | 第49回日本レコード大賞                                | 最優秀歌唱賞                                                        | 時の描片 〜トキノカケラ〜                       |
| 2007 | 第49回日本レコード大賞                                | 金賞                                                                | 時の描片 〜トキノカケラ〜                       |
| 2007 | TOKIO HOT 100 AWARD                                   | ベストグループ                                                      |                                                 |
| 2007 | 第22回日本ゴールドディスク大賞                        | アーティスト・オブ・ザ・イヤー                                      |                                                 |
| 2007 | 第22回日本ゴールドディスク大賞                        | アルバム・オブ・ザ・イヤー                                          | EXILE LOVE                                      |
| 2007 | 第22回日本ゴールドディスク大賞                        | ザ・ベスト10アルバム                                                | EXILE EVOLUTION                                 |
| 2007 | 第22回日本ゴールドディスク大賞                        | ザ・ベスト10アルバム                                                | EXILE LOVE                                      |
| 2007 | 第22回日本ゴールドディスク大賞                        | ザ・ベスト・ミュージック・ビデオ                                    | EXILE LIVE TOUR 2007 EXILE EVOLUTION            |
| 2007 | 第22回日本ゴールドディスク大賞                        | ザ・ベスト5「着うた(R)」ソング                                      | Lovers Again                                    |
| 2007 | 第22回日本ゴールドディスク大賞                        | ザ・ベスト5「着うたフル(R)」ソング                                  | Lovers Again                                    |
| 2007 | 第22回日本ゴールドディスク大賞                        | ザ・ベスト5PC配信ソング                                             | Lovers Again                                    |
| 2008 | JASRAC賞                                              | 銅賞                                                                | Lovers Again                                    |
| 2008 | MTV Video Music Awards Japan                          | 最優秀ビデオ賞                                                      | I Believe                                       |
| 2008 | MTV Video Music Awards Japan                          | 最優秀アルバム賞                                                    | EXILE LOVE                                      |
| 2008 | MTV Video Music Awards Japan                          | 最優秀カラオケソング賞                                              | 時の描片 〜トキノカケラ〜                       |
| 2008 | World Music Awards                                    | World's Best Selling Japanese Artist                                |                                                 |
| 2008 | Yahoo! JAPAN 2008検索ワードランキング                 | 著名人ランキング総合 第1位                                          |                                                 |
| 2008 | Yahoo! JAPAN 2008検索ワードランキング                 | 著名人ランキング男性編 第1位                                        |                                                 |
| 2008 | 第41回ベストヒット歌謡祭                              | グランプリ                                                          |                                                 |
| 2008 | 第一興商 2008年 年間カラオケリクエストランキング      | アーティスト別 第1位                                                |                                                 |
| 2008 | 第41回オリコン年間ランキング2008                      | アーティスト別トータルセールス部門 第1位                            |                                                 |
| 2008 | 第41回オリコン年間ランキング2008                      | アルバム部門 作品別売上枚数ランキング 第1位                         | EXILE LOVE                                      |
| 2008 | 第41回オリコン年間ランキング2008                      | アルバム部門 作品別売上金額ランキング 第1位                         | EXILE LOVE                                      |
| 2008 | 第41回オリコン年間ランキング2008                      | アルバム部門 アーティスト別売上金額ランキング 第1位                 |                                                 |
| 2008 | 第41回日本有線大賞                                    | 日本有線大賞                                                        | Ti Amo                                          |
| 2008 | 第41回日本有線大賞                                    | 有線音楽優秀賞                                                      | Ti Amo                                          |
| 2008 | 第41回日本有線大賞                                    | 最多リクエスト歌手賞                                                |                                                 |
| 2008 | 第50回日本レコード大賞                                | 大賞                                                                | Ti Amo                                          |
| 2008 | 第50回日本レコード大賞                                | 優秀作品賞                                                          | Ti Amo                                          |
| 2008 | Billboard JAPAN 年間チャート                          | Top Albums Sales 第1位                                              | EXILE LOVE                                      |
| 2008 | TOKIO HOT 100 AWARD                                   | ベストグループ                                                      |                                                 |
| 2008 | 第23回日本ゴールドディスク大賞                        | アーティスト・オブ・ザ・イヤー                                      |                                                 |
| 2008 | 第23回日本ゴールドディスク大賞                        | アルバム・オブ・ザ・イヤー                                          | EXILE BALLAD BEST                               |
| 2008 | 第23回日本ゴールドディスク大賞                        | ザ・ベスト10アルバム                                                | EXILE ENTERTAINMENT BEST                        |
| 2008 | 第23回日本ゴールドディスク大賞                        | ザ・ベスト10アルバム                                                | EXILE CATCHY BEST                               |
| 2008 | 第23回日本ゴールドディスク大賞                        | ザ・ベスト10アルバム                                                | EXILE BALLAD BEST                               |
| 2008 | 第23回日本ゴールドディスク大賞                        | ザ・ベスト5「着うた(R)」ソング                                      | Ti Amo                                          |
| 2008 | 第23回日本ゴールドディスク大賞                        | ザ・ベスト5「着うたフル(R)」ソング                                  | Ti Amo                                          |
| 2009 | SPACE SHOWER Music Video Awards 09                    | BEST STORY VIDEO                                                    | Ti Amo（Chapter1,2）                            |
| 2009 | MTV Video Music Awards Japan                          | 最優秀ビデオ賞                                                      | Ti Amo (Chapter2)                               |
| 2009 | MTV Video Music Awards Japan                          | 最優秀グループビデオ賞                                              | Ti Amo (Chapter2)                               |
| 2009 | MTV Video Music Awards Japan                          | ベスト・コレオグラフィー・アワード                                  |                                                 |
| 2009 | 第42回ベストヒット歌謡祭                              | グランプリ                                                          |                                                 |
| 2009 | JOYSOUND 年間カラオケランキング                       | アーティストランキング 第1位                                        |                                                 |
| 2009 | 第一興商 2009年 年間カラオケリクエストランキング      | アーティスト別 第1位                                                |                                                 |
| 2009 | レコチョクアワード年間最優秀賞2009                    | アーティストランキング 着うたフル 第1位                             |                                                 |
| 2009 | レコチョクアワード年間最優秀賞2009                    | アーティストランキング 着うた 第1位                                 |                                                 |
| 2009 | 第42回オリコン年間ランキング2009                      | アルバム部門 アーティスト別売上金額ランキング 第1位                 |                                                 |
| 2009 | 第51回日本レコード大賞                                | 大賞                                                                | Someday                                         |
| 2009 | 第51回日本レコード大賞                                | 優秀作品賞                                                          | Someday                                         |
| 2009 | Billboard JAPAN Music Awards 2009                     | Album of the Year 2009 / アルバム・チャート年間1位                  | EXILE BALLAD BEST                               |
| 2009 | Billboard JAPAN Music Awards 2009                     | Top Pop Artists 2009 / 優秀ポップアーティスト賞                     |                                                 |
| 2009 | Billboard JAPAN Music Awards 2009                     | Artist of the Year 2009 / 最優秀アーティスト賞                      |                                                 |
| 2009 | 第24回日本ゴールドディスク大賞                        | ザ・ベスト5アルバム                                                 | 愛すべき未来へ                                  |
| 2009 | 第24回日本ゴールドディスク大賞                        | ザ・ベスト5ソング                                                   | ふたつの唇                                      |
| 2009 | 第24回日本ゴールドディスク大賞                        | ザ・ベスト・ミュージック・ビデオ                                    | EXILE LIVE TOUR EXILE PERFECT LIVE 2008         |
| 2010 | SPACE SHOWER MUSIC VIDEO AWARDS                       | BEST SHOOTING VIDEO                                                 | ふたつの唇                                      |
| 2010 | JASRAC賞                                              | 銀賞                                                                | Ti Amo                                          |
| 2010 | MTV Video Music Awards Japan                          | 最優秀ビデオ賞                                                      | ふたつの唇                                      |
| 2010 | MTV Video Music Awards Japan                          | 最優秀アルバム賞                                                    | 愛すべき未来へ                                  |
| 2010 | MTV Video Music Awards Japan                          | アジア・アイコン・アワード                                          |                                                 |
| 2010 | 第43回ベストヒット歌謡祭                              | グランプリ                                                          |                                                 |
| 2010 | 第一興商 2010年 年間カラオケリクエストランキング      | アーティスト別 第1位                                                |                                                 |
| 2010 | 第52回日本レコード大賞                                | 大賞                                                                | I Wish For You                                  |
| 2010 | 第52回日本レコード大賞                                | 優秀作品賞                                                          | I Wish For You                                  |
| 2010 | Billboard JAPAN Music Awards 2010                     | Album of the Year 2010 / アルバム・チャート年間1位                  | 愛すべき未来へ                                  |
| 2010 | Billboard JAPAN Music Awards 2010                     | Top Pop Artists 2010 / 優秀ポップアーティスト賞                     |                                                 |
| 2010 | Billboard JAPAN Music Awards 2010                     | Artist of the Year 2010 / 最優秀アーティスト賞                      |                                                 |
| 2010 | TOKIO HOT 100 AWARD                                   | ベストグループ                                                      |                                                 |
| 2010 | 第25回日本ゴールドディスク大賞                        | ザ・ベスト5アルバム                                                 | FANTASY                                         |
| 2010 | 第25回日本ゴールドディスク大賞                        | ザ・ベスト5ソング・バイ・ダウンロード                               | もっと強く                                      |
| 2011 | 第44回オリコン年間ランキング2011                      | アルバム部門 作品別売上金額ランキング 第1位                         | 願いの塔                                        |
| 2011 | 第44回オリコン年間ランキング2011                      | アルバム部門 アーティスト別売上金額ランキング 第1位                 |                                                 |
| 2011 | 第26回日本ゴールドディスク大賞                        | ベスト5アルバム                                                     | 願いの塔                                        |
| 2012 | 日本財団 被災地で活動した芸能人ベストサポート         |                                                                     |                                                 |
| 2012 | MTV Video Music Awards Japan                          | 最優秀ビデオ賞                                                      | Rising Sun                                      |
| 2012 | 第一興商 2012年 年間カラオケリクエストランキング      | アーティスト別 第1位                                                |                                                 |
| 2012 | 第45回オリコン年間ランキング2012                      | アルバム部門 作品別売上金額ランキング 第1位                         | EXILE JAPAN/Solo                                |
| 2012 | 第45回オリコン年間ランキング2012                      | ミュージックBlu-ray Disc部門 アーティスト別売上金額ランキング 第1位 |                                                 |
| 2012 | Billboard JAPAN Music Awards 2012                     | Top Pop Artists 2012 / 優秀ポップアーティスト賞                     |                                                 |
| 2012 | 第27回日本ゴールドディスク大賞                        | ベスト5アルバム                                                     | EXILE JAPAN/Solo                                |
| 2012 | 第27回日本ゴールドディスク大賞                        | ベスト・ミュージックビデオ                                          | EXILE TRIBE LIVE TOUR 2012 〜TOWER OF WISH〜    |
| 2012 | 第27回日本ゴールドディスク大賞                        | ベスト・ミュージックビデオ                                          | EXILE LIVE TOUR 2011 TOWER OF WISH 〜願いの塔〜 |
| 2013 | JASRAC賞                                              | 外国作品賞                                                          | Rising Sun                                      |
| 2013 | 日経エンタテインメント! 動員数ランキング              | 第1位                                                               |                                                 |
| 2013 | 第一興商 2013年 年間カラオケリクエストランキング      | アーティスト別 第1位                                                |                                                 |
| 2013 | 第55回日本レコード大賞                                | 大賞                                                                | EXILE PRIDE 〜こんな世界を愛するため〜          |
| 2013 | 第55回日本レコード大賞                                | 優秀作品賞                                                          | EXILE PRIDE 〜こんな世界を愛するため〜          |
| 2013 | Billboard JAPAN Music Awards 2013                     | Top Pop Artists 2013 / 優秀ポップアーティスト賞                     |                                                 |
| 2013 | 第28回日本ゴールドディスク大賞                        | ベスト5アルバム                                                     | EXILE BEST HITS -LOVE SIDE / SOUL SIDE-         |
| 2014 | MTV Video Music Awards Japan                          | 最優秀ビデオ賞                                                      | EXILE PRIDE 〜こんな世界を愛するため〜          |
| 2014 | 第一興商 2014年 DAM年間カラオケリクエストランキング   | アーティスト別 第1位                                                |                                                 |
| 2015 | フェイス・ワンダワークス 着信メロディ15年間ランキング | アーティストランキング 第1位                                        |                                                 |
| 2016 | レコチョク ケータイランキング                         | ケータイ アーティストランキング 15年間総ダウンロード数 第1位        |                                                 |
| 2022 | 日経エンタテインメント! ライブ動員力ランキング        | 第1位                                                               |                                                 |
| 2022 | ぴあ総研 2022年音楽ポップス興行規模ランキング         | 第1位                                                               |                                                 |

## ライブ・イベント

### 単独
- 4月08日、4月09日：東京・SHIBUYA-AX
- 4月14日：北海道・Zepp Sapporo
- 4月19日：大阪・Zepp Osaka
- 4月23日：愛知・CLUB DIAMOND HALL
- 4月25日：福岡・Zepp Fukuoka
- 6月19日、6月20日：東京・渋谷公会堂
- 6月26日：愛知・名古屋市民会館 大ホール
- 6月30日、7月01日：大阪・大阪厚生年金会館 大ホール

- 5月14日、5月15日：福岡・マリンメッセ福岡
- 5月22日、5月23日：愛知・名古屋レインボーホール
- 5月29日、5月30日：北海道・真駒内アイスアリーナ
- 6月03日、6月05日、6月06日：大阪・大阪城ホール
- 6月16日、6月17日：東京・日本武道館
- 7月10日、7月11日：神奈川・横浜アリーナ

- 09月24日、09月25日：東京・国立代々木競技場 第一体育館
- 09月28日、09月29日：大阪・大阪城ホール
- 10月09日、10月10日：愛知・名古屋レインボーホール
- 10月15日、10月16日：宮城・宮城県総合運動公園総合体育館
- 10月22日、10月23日：北海道・真駒内アイスアリーナ
- 11月05日：新潟・朱鷺メッセ 新潟コンベンションセンター
- 11月12日、11月13日：埼玉・さいたまスーパーアリーナ
- 11月19日、11月20日：兵庫・ワールド記念ホール
- 11月26日、11月27日：石川・石川県産業展示館 4号館
- 12月03日、12月04日：福岡・マリンメッセ福岡
- 12月10日、12月11日：広島・広島グリーンアリーナ
- 12月17日、12月18日：神奈川・横浜アリーナ

- 9月22日：東京・日本武道館

- 5月11日、5月12日：埼玉・さいたまスーパーアリーナ
- 5月19日：新潟・朱鷺メッセ 新潟コンベンションセンター
- 5月25日、5月26日、5月27日：愛知・日本ガイシホール
- 6月02日、6月03日：福岡・マリンメッセ福岡
- 6月13日、6月14日、6月16日、6月17日：神奈川・横浜アリーナ
- 6月23日、6月24日：広島・広島グリーンアリーナ
- 6月30日、7月01日：北海道・北海道立総合体育センター
- 7月07日、7月08日、7月10日、7月11日：大阪・大阪城ホール
- 7月15日、7月16日：宮城・ホットハウススーパーアリーナ

EXILE LIVE TOUR 2007 "EXILE EVOLUTION" 〜SUMMER TIME LOVE〜
- 8月04日、8月05日：東京・東京ビッグサイト

- 10月02日：神奈川・よこすか芸術劇場
- 10月05日：和歌山・和歌山県民文化会館 大ホール
- 10月07日：三重・三重県文化会館 大ホール
- 10月10日：佐賀・鳥栖市民文化会館
- 10月16日：香川・アルファあなぶきホール
- 10月18日：鳥取・米子コンベンションセンター
- 10月21日：福井・フェニックス・プラザ
- 10月24日：群馬・群馬県民会館
- 10月28日：青森・青森市文化会館

- 11月29日、11月30日：福岡・福岡Yahoo! JAPANドーム
- 12月05日、12月06日、12月07日：大阪・京セラドーム大阪
- 12月20日、12月21日：愛知・ナゴヤドーム
- 12月26日、12月27日：東京・東京ドーム
- 12月31日：北海道・札幌ドーム（年越し公演）[14]

- 5月09日、5月10日：宮城・宮城県総合運動公園総合体育館
- 5月13日、5月14日：大阪・大阪城ホール
- 5月17日、5月18日：愛知・日本ガイシホール
- 5月23日、5月24日：広島・広島グリーンアリーナ
- 6月03日、6月04日、6月06日、6月07日：神奈川・横浜アリーナ
- 6月13日、6月14日：北海道・真駒内セキスイハイムアイスアリーナ
- 6月20日、6月21日：新潟・朱鷺メッセ 新潟コンベンションセンター
- 6月26日、6月27日、6月28日：福岡・マリンメッセ福岡
- 7月03日、7月04日、7月05日：愛知・日本ガイシホール
- 7月08日、7月09日、7月11日、7月12日：大阪・大阪城ホール
- 7月29日、7月30日、8月01日、8月02日：東京・国立代々木競技場 第一体育館
- 8月12日、8月13日、8月15日、8月16日：埼玉・さいたまスーパーアリーナ

- 7月17日：宮城・宮城スタジアム
- 7月24日、7月25日：広島・広島ビッグアーチ
- 7月31日、8月01日：大阪・長居陸上競技場
- 8月05日、8月06日：神奈川・日産スタジアム
- 8月10日：新潟・東北電力ビッグスワンスタジアム
- 8月14日、8月15日：東京・味の素スタジアム
- 8月21日、8月22日：愛知・豊田スタジアム
- 8月28日、8月29日：大分・大分銀行ドーム
- 9月04日、9月05日：静岡・エコパスタジアム
- 9月11日、9月12日：神奈川・日産スタジアム
- 9月18日、9月19日：兵庫・神戸総合運動公園ユニバー記念競技場
- 9月25日、9月26日：愛知・豊田スタジアム

- 11月26日、11月27日、11月28日：大阪・京セラドーム大阪
- 12月03日、12月04日：愛知・ナゴヤドーム
- 12月08日、12月09日、12月11日、12月12日：東京・東京ドーム
- 12月17日、12月18日：福岡・福岡Yahoo! JAPANドーム
- 12月24日、12月25日：北海道・札幌ドーム

- 4月16日、4月17日：大阪・京セラドーム大阪
- 4月27日、4月28日、4月30日、5月01日：東京・東京ドーム
- 5月16日、5月17日：大阪・京セラドーム大阪
- 5月22日、5月23日：東京・東京ドーム
- 6月14日、6月15日、6月16日：愛知・ナゴヤドーム
- 6月22日、6月23日：北海道・札幌ドーム
- 6月29日、6月30日：福岡・福岡ヤフオク!ドーム
- 9月01日、9月02日：大阪・京セラドーム大阪
- 9月11日、9月12日：愛知・ナゴヤドーム
- 9月21日、9月22日：福岡・福岡ヤフオク!ドーム
- 9月26日、9月27日：東京・東京ドーム

- 09月11日、09月12日、09月13日、10月24日、10月25日：大阪・京セラドーム大阪
- 11月12日、11月13日、11月14日：愛知・ナゴヤドーム
- 11月20日、11月21日：福岡・福岡ヤフオク!ドーム
- 12月04日、12月05日、12月06日：大阪・京セラドーム大阪
- 12月10日、12月11日、12月12日：東京・東京ドーム
- 12月19日、12月20日：北海道・札幌ドーム
- 12月26日、12月27日：福岡・福岡ヤフオク!ドーム

- 09月15日、09月16日、10月13日、10月14日：大阪・京セラドーム大阪
- 10月20日、10月21日、10月23日：東京・東京ドーム
- 11月10日：北海道・札幌ドーム
- 11月17日、11月18日：福岡・福岡ヤフオク!ドーム
- 11月23日、11月24日：愛知・ナゴヤドーム
- 01月26日、01月27日：福岡・福岡ヤフオク!ドーム
- 02月02日、02月03日：愛知・ナゴヤドーム
- 02月10日、02月11日：大阪・京セラドーム大阪

- 1月19日、1月20日：福岡・福岡ヤフオク!ドーム
- 2月06日、2月07日、2月10日、2月11日：愛知・ナゴヤドーム
- 2月21日、2月22日、2月25日、2月26日：大阪・京セラドーム大阪（最終日は新型コロナウイルスによる政府の自粛要請に従い中止）[139]

- 2022年2月26日、2月27日：福井・サンドーム福井
- 3月05日、3月06日：宮城・セキスイハイムスーパーアリーナ
- 3月15日、3月16日：埼玉・さいたまスーパーアリーナ
- 3月20日、3月21日：新潟・朱鷺メッセ 新潟コンベンションセンター
- 4月16日、4月17日：広島・広島グリーンアリーナ
- 4月26日、4月27日、5月10日、5月11日：大阪・大阪城ホール
- 5月17日、5月18日：愛知・日本ガイシホール
- 5月25日、5月26日：東京・国立代々木競技場 第一体育館

- 7月06日：福岡・福岡PayPayドーム
- 7月13日、7月14日：東京・東京ドーム
- 7月29日、7月30日、7月31日：大阪・京セラドーム大阪
- 8月11日、8月13日、8月14日：埼玉・ベルーナドーム（ATSUSHIの新型コロナウイルス感染により中止）[141]
- 8月19日、8月20日、8月21日：大阪・京セラドーム大阪
- 8月27日、8月28日：福岡・福岡PayPayドーム
- 9月03日、9月04日：愛知・バンテリンドーム ナゴヤ
- 9月24日、9月25日：東京・東京ドーム

EXILE LIVE TOUR 2022 "POWER OF WISH" 〜Christmas Special〜
- 12月10日、12月11日：大阪・京セラドーム大阪
- 12月20日、12月21日：東京・東京ドーム

- 12月09日：台北・Taipei Music Center

- 3月29日：福井・サンドーム福井
- 4月19日、4月20日：静岡・エコパアリーナ
- 5月17日、5月18日：千葉・幕張メッセ 国際展示場
- 5月30日、5月31日、6月1日：兵庫・ワールド記念ホール

### 合同
- EXILE TRIBE LIVE TOUR 2012 〜TOWER OF WISH〜（2012年4月14日 - 7月1日）
- EXILE TRIBE PERFECT YEAR LIVE TOUR TOWER OF WISH 2014 〜THE REVOLUTION〜（2014年9月3日 - 12月28日）
- HiGH&LOW THE LIVE（2016年7月22日 - 10月3日）[144]
- LDH PERFECT YEAR 2020 COUNTDOWN LIVE 2019▶︎2020 "RISING"（2019年12月31日）
- EXILE TRIBE LIVE TOUR 2021 "RISING SUN TO THE WORLD"（2021年3月10日 - 6月28日）[145]
- iCON Z 2022 〜Dreams For Children〜（2022年5月21日）[146]

### 配信
- LIVE×ONLINE BEYOND THE BORDER（2020年12月29日：ABEMA、以下同じ）[147]
- LIVE×ONLINE COUNTDOWN 2020▶︎2021 "RISING SUN TO THE WORLD"（2020年12月31日）[148]
- ABEMA×LDH ONLINE X'mas LIVE PARTY（2021年12月16日）[149]
- LIVE×ONLINE COUNTDOWN 2021▶︎2022（2021年12月31日）[150]

### ファンクラブイベント
- EXILE COUNTDOWN LIVE 2005-2006 CLOSED CIRCUIT（2005年12月31日：千葉・幕張メッセ）
- "EX FAMILY" in HAWAII 〜ライブツアー打ち上げ2007〜（2007年8月：ハワイ）
- FANTASY後夜祭 〜EXILE魂〜（2010年9月27日：愛知・豊田スタジアム）
- FAN CLUB TOUR 2012 "EX FAMILY" in HAWAII（2012年7月：ハワイ）
- EXILE TRIBE FAMILY SPECIAL LIVE "STAR OF WISH" 〜星に願いを〜（2019年2月9日：大阪・京セラドーム大阪）[151]

### その他のイベント
- ABEMA×LDH 2021 スペシャルファンミーティング@EXILE TRIBE STATION in YOKOHAMA（2021年9月27日：神奈川・山下埠頭内特設会場）[152]
- ABEMA×LDH EXILE SPECIAL FAN MEETING 2022（2022年4月8日：神奈川・KT Zepp Yokohama）[153]
- EXILE 1st FAN MEETING IN TAIPEI（2025年6月14日：台北・Zepp New Taipei）

## 出演

### テレビ
レギュラー番組
- EXILE GENERATION（2009年1月 - 2010年3月、日本テレビ）
- EXH〜EXILE HOUSE〜（2009年4月 - 2010年3月、TBS）
- 週刊EXILE（2010年1月 - 2021年9月、TBS）
- ひるザイル（2010年4月 - 2011年3月、日本テレビ）
- EXE（2010年4月 - 9月、TBS）
- EXILE魂（2010年10月 - 2012年9月、MBS・TBS）
- Eダンスアカデミー（2012年8月 - 2022年3月、NHK Eテレ）
- EX-LOUNGE（2012年11月 - 2013年3月、TBS）
- EXILEカジノ（2014年4月 - 9月、フジテレビ）
  - EXILEカジノJP（2014年10月 - 2015年9月）

特別番組
- オカザイル（2007年10月6日・2012年1月7日・2013年10月12日、フジテレビ）
- さんま&EXILEの世界に一つだけの歌（2009年12月30日・2010年4月9日、テレビ朝日）

### 配信
- EXILE MOOLOG（2009年5月 - 8月、BeeTV）
- EXFILE（2013年1月 - 2015年9月、NOTTV）[154]

### ラジオ
- EXILE EX-PRESS（2011年10月 - 2015年12月、TOKYO FM）
- ARTIST PRODUCE SUPER EDITION（2022年12月、JFN系列30局ネット）[155]

### CM
- ダイナシティ（2004年）
- Schick（2007年）[156]
- LISMO（2008年）
- 明治「Fran」（2008年）[157]
- スカパー!（2009年）[158]
- キリンビバレッジ「Mets」（2010年）[159]
- TOYOTA「WISH」（2011年 - 2013年）
- GREE「聖戦ケルベロス」（2012年）[160]
- 富士通
  - ARROWS（2012年 - 2013年）
  - FMV（2012年 - 2013年）[161]
- アパマンショップ（2012年・2015年）[162][163]
- 日本コカ・コーラ「コカ・コーラ ゼロ」（2013年 - 2014年）[164]
- アカツキ「EXtreme LIVES」（2021年 - 2022年）[64]

### ゲーム
- EXILE BEAT（2013年12月[165] - 2014年6月[166] 、iOS / Android、CA MOBILE）

### その他
- HEART of GOLD ～STREET FUTURE OPERA BEAT POPS～ （2004年9月）舞台
- 日本サッカー協会「SAMURAI BLUE CROW プロジェクト」サポーター（2010年）[167]
- 世界バレー オフィシャルサポーター（2010年）[168]
- adidas Japan アスリート契約（2010年 - ）[169]
- 厚生労働省「知って、肝炎プロジェクト」スペシャルサポーター（2012年 - ）[170]
- 香港政府観光局 香港観光親善大使（2014年）[171]
- ポロ ラルフ ローレン「Tokyo Stadium」グローバルキャンペーン（2021年）[63]

## 書籍
- EXILE BOND OF SIX（2003年3月20日、ソニー・マガジンズ）ISBN 978-4789719674
- EXILE ROAD TO CHAPTER 2 第二章への道（2007年3月5日、ソニー・マガジンズ）[172] ISBN 978-4789730617

### 写真集
- EXILE 20th ANNIVERSARY EXILE LIVE TOUR 2021 “RED PHOENIX” LIVE PHOTO BOOK（2022年6月27日、LDH）[173]

### 雑誌連載
- 月刊EXILE（2008年8月号 - 2023年2月号、LDH）[174]

### 関連書籍
- 夢の向こうの志（2011年11月26日、宝島社）[175] ISBN 978-4796686341